# Eudocima collusoria
Eudocima collusoria là một loài bướm đêm trong họ Erebidae.